# 아네트 그리펠
아네트 그리펠(에스토니아어: Anett Griffel, 1990년 11월 8일 ~ )은 에스토니아의 모델이다.